# غاي إيفيكوز
غاي إيفيكوز (مواليد 20 أبريل 1952) هو مبارز بالسيف سويسري، مثّل بلاده في الألعاب الأولمبية الصيفية 1972.

## روابط رياضية
غاي إيفيكوز على موقع أوليمبيديا (الإنجليزية)